# Sorex emarginatus
Sorex emarginatus is een zoogdier uit de familie van de spitsmuizen (Soricidae). De wetenschappelijke naam van de soort werd voor het eerst geldig gepubliceerd door Jackson in 1925.

## Voorkomen
De soort komt voor in Mexico.